# Phyllonorycter laciniatae
Phyllonorycter laciniatae là một loài bướm đêm thuộc họ Gracillariidae. Loài này có ở Nhật Bản (Hokkaidō) và vùng Viễn Đông Nga.
Sải cánh dài 6.5-7.5 mm.
Ấu trùng ăn Ulmus japonica, Ulmus laciniata, Ulmus propinqua và Ulmus pumila. Chúng ăn lá nơi chúng làm tổ.